# قط أورينتال ثنائي اللون

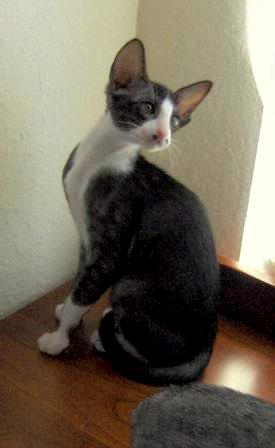

قط أورينتال ثنائي اللون (بالإنجليزية: Oriental Bicolour)‏ ، هو أحد سلالات القطط ، منه طويل الشعر وقصير الشعر ، و منه انماط كثيرة منها «نمط الاجزاء الملونة» (بالإنجليزية: colourpoint type)‏ وهي عبارة عن مساحات بيضاء على فرو «معطف» القط وهو ما يعرف بجين البقع البيضاء .